# Lilí Zográfou
Lilí Zográfou, en grec moderne : Λιλή Ζωγράφου (1922-1998), est une écrivaine, journaliste, essayiste, dramaturge, résistante durant la Seconde guerre mondiale, militante politique grecque et une ardente partisane du mouvement des femmes.
Dans ses livres, elle s'est notamment penchée sur la position des femmes dans la société grecque de la seconde moitié du XXe siècle. Les thèmes centraux de son travail sont la liberté personnelle, la liberté d'expression, la répression sexuelle et la libération sexuelle.
Pendant l'occupation allemande, Lilí Zográfou participe au mouvement de résistance nationale et s'oppose au nazisme. Elle est emprisonnée alors qu'elle est enceinte et accouche en prison. Elle critique ouvertement la dictature des colonels, de 1967 à 1973. Son livre Επάγγελμα Πόρνη (Profession Prostituée) est un témoignage cinglant de la vie durant la junte militaire.
Commentant son autobiographie littéraire, Η Συβαρίτισσα (La Sybarite), le critique littéraire Dimosthénis Koúrtovik (el) décrit Lilí Zográfou comme la « déesse sombre Hécate de notre littérature »,.

## Biographie

### Jeunesse
Elle naît le 17 juin 1922 à Héraklion, en Crète. La passion journalistique de son père, Andréas Zográfou, rédacteur en chef du quotidien Anórthosi (Ανόρθωση), lui inspire dès son plus jeune âge un amour particulier pour le journalisme et l'écriture.
Lilí Zográfou passe son enfance à Héraklion,, mais son amour pour son village de Mílatos (Lassíthi), est profond et dans de nombreux cas, l'auteur incorpore des éléments de ce lieu dans son œuvre,,.
Elle fréquente le lycée Koraïs et le gymnase catholique des Ursulines à Naxos,,. Elle étudie ensuite la philologie en Grèce et à l'étranger,,,.

### Années 1940-1950
Pendant l'occupation allemande, Lilí Zográfou - âgée de 21 ans et enceinte - est emprisonnée pour sa participation au mouvement de résistance nationale ; sa fille unique, la future poétesse Réna Chatzidáki, naît durant cette période,,,,,.
Après la libération de la Grèce, en 1944, Lilí Zográfou travaille comme journaliste pour des journaux et des magazines renommés. Elle voyage également en Europe et visite de nombreux pays du bloc de l'Est,. Pendant la période 1953-1954, Lilí Zográfou vit à Paris,.
Après ses débuts littéraires, en 1949 avec le recueil de nouvelles Amour (Αγάπη), l'essai Níkos Kazantzákis - Un tragédien (Νίκος Καζαντζάκης – Ένας τραγικός) est publié en 1959. Lilí Zográfou examine Kazantzákis sous un angle nouveau, en se concentrant sur son effort constant pour devenir un surhomme, mais aussi sur sa vie amoureuse problématique. Cet essai suscite la controverse, mais il suggère également une vision plus terre à terre de l'œuvre du célèbre écrivain.
Rencontrant le père de Lilí Zográfou à Héraklion, l'homme politique Geórgios Papandréou complimente Andréas Zográfou sur l'exactitude de la description que sa fille a faite de Kazantzákis, que Papandréou connaissait personnellement.

### Le régime des colonels
Lilí Zográfou travaille au protocole de recrutement, parmi le personnel civil du ministère de la défense, lorsque la junte de 1967 est imposée. Pendant la même période, elle écrit pour le magazine Gynéka (el), promouvant des idées progressistes concernant les droits des femmes et critiquant souvent ouvertement le régime des colonels,,.
En 1971, elle publie l'essai Ο ηλιοπότης Ελύτης (Elýtis le buveur de soleil) , une étude sur la poésie d'Odysséas Elýtis, qui reçoit par la suite le prix Nobel de littérature. Lilí Zográfou contacte l'éminent poète avant de publier son œuvre mais, après avoir lu le manuscrit, Odysséas Elýtis lui fait comprendre qu'il ne l'approuve pas et, d'une certaine manière, lui interdit de le publier,,. Inquiète mais pas découragée, Lilí Zográfou fait publier l'œuvre normalement.
En 1974, l'auteur publie une chronique des événements du soulèvement de l'université polytechnique d'Athènes, intitulée 17 novembre 1973 - La nuit du grand massacre (17 Νοέμβρη 1973 – Η νύχτα της μεγάλης σφαγής). Elle était elle-même un témoin oculaire des événements. À l'époque, elle habitait en face du bâtiment de l'EAT-ESA, la police militaire spéciale de la dictature, et les perquisitions de la police étaient fréquentes. Elle réussit à terminer son travail en cachant chaque page du manuscrit qu'elle a terminée dans des encyclopédies de sa bibliothèque. Il faut cinq ans à Lilí Zográfou pour achever son livre Profession Prostituée (Επάγγελμα: Πόρνη),. Dans ce recueil d'histoires autobiographiques choquantes, Lilí Zográfou décrit les dures expériences personnelles qu'elle a vécues pendant les sept années de la junte - passages à tabac, tentatives de suicide et viols - dans le but, entre autres, d'exposer la brutalité patriarcale de son époque et de décrire l'oppression du régime.

### Années 1980-1990

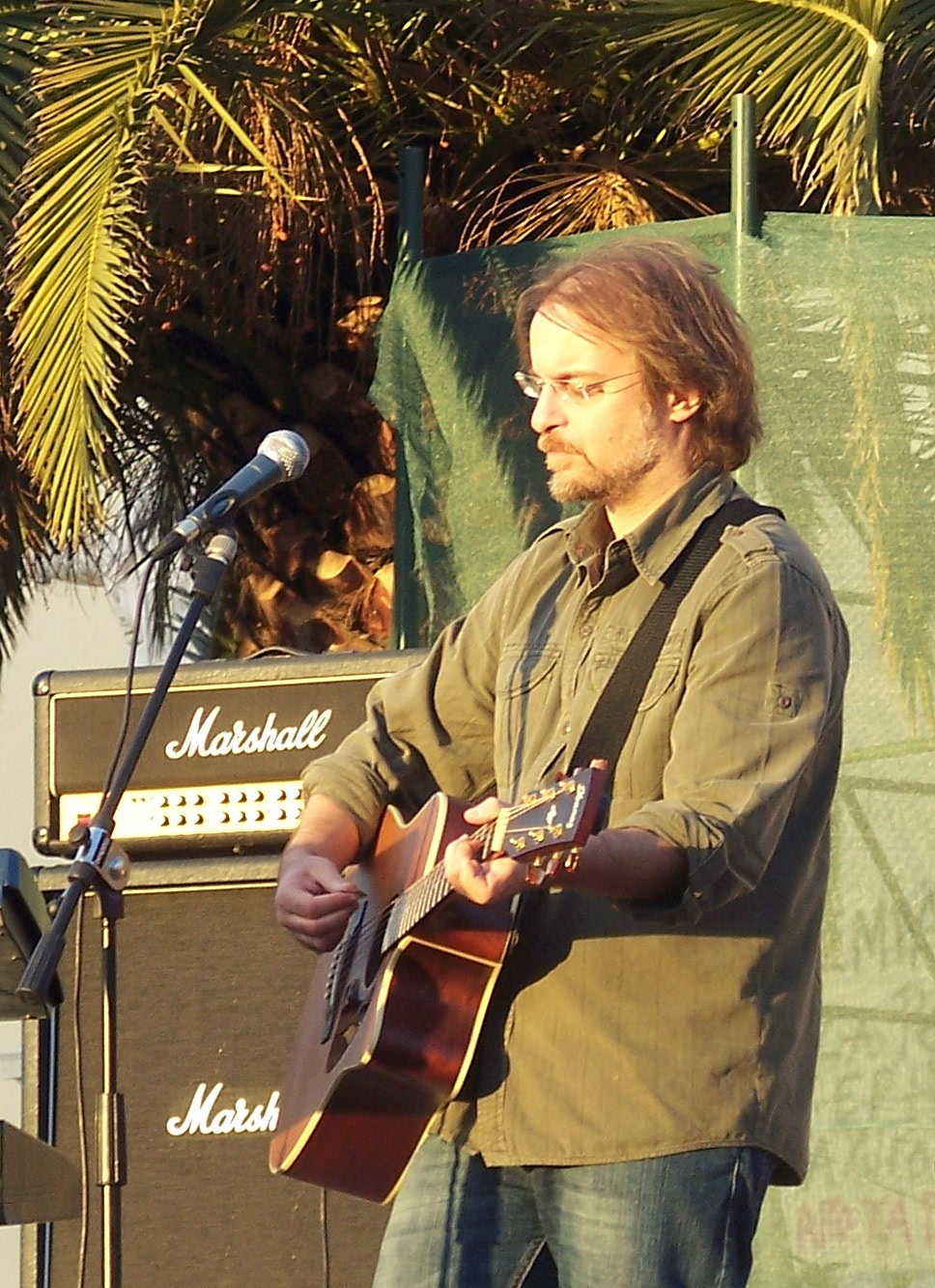
Míltos Paschalídis, ami de Lilí Zográfou, a adapté le titre La Sybarite en son honneur.

Après la chute de la junte en 1974, Lilí Zográfou revient au journalisme, écrivant pour le journal Eleftherotypía et d'autres journaux et magazines,.
Durant cette période, elle publie également de nombreux ouvrages à succès commercial, dont le recueil de nouvelles Servez-moi un poulet royal, s'il vous plaît (Μου σερβίρετε ένα βασιλόπουλο παρακαλώ), Bonne nuit, mon amour, c'est hier (Νύχτωσε αγάπη μου, είναι χτες), le roman L'amour a un jour de retard (Η αγάπη άργησε μια μέρα) et son autobiographie littéraire La Sybarite (Η Συβαρίτισσα).
Son roman L'amour a un jour de retard est adapté à la télévision par ERT, dans une série mettant en vedette Tánia Trýpi (el) et Karyofylliá Karambéti (el).
En 1998, Lilí Zográfou publie sa dernière œuvre, un essai de grande envergure intitulé De Médée à Cendrillon, l'histoire du phallus (Από τη Μήδεια στη Σταχτοπούτα· η ιστορία του φαλλού). Elle y étudie les origines du patriarcat dans la société grecque, en examinant le monde grec de la préhistoire à l'époque des grands tragédiens.

### Mort
En 1998, alors qu'elle est en visite à Héraklion, Lilí Zográfou est victime d'un accident vasculaire cérébral. Elle meurt quelques jours plus tard à l'hôpital général Venizelio d'Héraklion. Ses funérailles ont lieu à l'église Saint-Tite d'Héraklion (el) le 3 octobre 1998.
Dans son testament, Lilí Zográfou désigne les éditions Alexándria et SOS Villages d'enfants de Grèce (el) comme bénéficiaires des droits d'auteur de ses œuvres.

## Œuvre
Le discours de Lilí Zográfou n'est pas conventionnel et elle est décrite comme la déesse sombre Hécate de la littérature grecque par le critique Dimosthénis Koúrtovik (el),. Son œuvre tourne autour de l'amour débridé, de l'émancipation des femmes et de la liberté humaine en général. Elle choisit des personnages présentant de forts contrastes de personnalité et de manière d'agir et parvient à maintenir l'intérêt du lecteur, mais parfois, observe Giórgos Manousakis, il y a une incohérence psychologique dans leurs actions. Elle choisit le plus souvent la narration à la troisième personne et rarement à la première. Son style peut devenir lyrique, notamment dans les scènes d'amour, ou même mélodramatique, comme à la fin de L'amour a un jour de retard.
Giórgos Manousakis fait remarquer que dans son œuvre, les hommes sont généralement présentés comme ayant moins de scrupules moraux que les femmes, citant comme exemple le comportement sadique du docteur Tágari dans L'amour a un jour de retard, après qu'il a appris le jeune secret de sa femme. Il souligne toutefois que les personnages masculins faibles ne sont pas absents, comme les fils de la famille Ftenoúdou dans le même roman. Là, le rôle de continuité de l'entreprise familiale est repris par la fille, qui est plus dynamique. De même, dans Et l'or de leurs corps le pêcheur Grigoris est présenté comme un amant à la fois pur et idéal, mais qui parvient à surmonter la douleur de la séparation avec l'aide de Galanís, une femme spontanée, dynamique et émancipée qui évolue confortablement dans un espace dominé par les hommes.
Parmi ses œuvres, la série de nouvelles Profession Prostituée présente la plus grande variété de thèmes, depuis le retour des travailleurs d'Allemagne et les réactions non dissimulées de personnes solitaires en quête d'interaction humaine jusqu'à la satire acerbe de la bureaucratie à l'époque de la junte et du danger constant que courent les personnes stigmatisées sous un tel régime. Elle précise dans la préface que cette œuvre est basée sur des événements réels.

## Opinions personnelles

### Religion
Lilí Zográfou est irréligieuse ; elle considére la religion comme une construction sociale. Plusieurs de ses œuvres sont partiellement ou entièrement consacrées à l'aspect politique du christianisme. Son livre Anticognition, les béquilles du capitalisme (Αντιγνώση, τα Δεκανίκια του Καπιταλισμού), un essai historique sur les origines du christianisme et sa fonction politique en Grèce, est devenu assez célèbre et a retourné contre elle plusieurs clercs de l'Église de Grèce. Dans une interview à la télévision privée, l'auteur décrit ce livre comme « l'œuvre de sa vie ».

### Politique
Selon ses propres termes, Lilí Zográfou « n'était pas communiste », c'est-à-dire qu'elle ne voulait pas être membre d'un parti particulier et être obligée de suivre un certain dogme idéologique. Étant donné qu'elle était elle-même anticonformiste et qu'une grande partie de son œuvre tourne autour du révolutionnarisme, beaucoup l'ont qualifiée d'anarchiste. Il est certain que sa pensée politique est progressiste et généralement associée à la gauche.

### Féminisme et sexualité
Lilí Zográfou a dit une fois : « Je suis une antiféministe passionnée pour la simple raison que je suis heureuse d'être née femme. Et que deviendrais-je, comment obtiendrais-je tant et tant de plaisirs si les hommes n'existaient pas ? »
Son œuvre littéraire se concentre principalement sur la lutte des femmes pour la réalisation de soi, la liberté et l'indépendance, et pourtant elle a évité d'adopter une perspective féministe ; Lilí Zográfou s'adresse aux femmes non pas comme une libératrice mais plutôt comme une accompagnatrice et les invite à revendiquer leur liberté personnelle, une liberté préexistante.

## Publications
La majorité de l’œuvre de Lilí Zográfou est autobiographique :
- Αγάπη [Amour] (1949)
- Νίκος Καζαντζάκης – Ένας τραγικός [Níkos Kazantzákis - Un tragédien] (1959)
- Βιογραφία – Άπαντα Μ.Πολυδούρη [Biographie - Tout M. Polydoúri] (1961)
- Και το χρυσάφι των κορμιών τους [Et l'or de leurs corps] (1961)
- Οι καταραμένες [Les maudits] (1962)
- Οι Εβραίοι κάποτε (Μίκαελ) [Les Juifs autrefois (Michael)] (1966)
- Ο ηλιοπότης Ελύτης [Elýtis le buveur de soleil]  (1971)
- Παιδεία ώρα μηδέν, ή της εκμηδένισης [Éducation heure zéro, ou l'anéantissement] (1972)
- Τι απόγινε κείνος που ήρθε να βάλει φωτιά [Qu'est-il arrivé à celui qui est venu mettre le feu] (Théâtre, 1972)
- Αντιγνώση, τα Δεκανίκια του Καπιταλισμού [Anticognition, les béquilles du capitalisme] (1974)
- 17 Νοέμβρη 1973 – Η νύχτα της μεγάλης σφαγής [17 novembre 1973 - La nuit du grand massacre] (1974)
- Κ. Καρυωτάκης – Μ. Πολυδούρη, Η αρχή της αμφισβήτησης [K. Karyotákis - M. Polydoúri, Le principe du doute] (1977)
- Επάγγελμα: Πόρνη [Profession Prostituée] (1978)
- Η γυναίκα που χάθηκε καβάλα στο άλογο [La femme qui s'est perdue à cheval] (1981)
- Μου σερβίρετε ένα βασιλόπουλο παρακαλώ [Servez-moi un poulet royal, s'il vous plaît] (1983)
- Η γυναίκα σου η αλήτισσα [Ta femme la clocharde] (1984)
- Η Συβαρίτισσα (La Sybarite)(1987)
- Νύχτωσε αγάπη μου, είναι χτες [Bonne nuit, mon amour, c'est hier] (1990)
- Παλαιοπώλης Αναμνήσεων [Paladin des souvenirs] (1998)
- Που έδυ μου το κάλλος [Que ma beauté s'est fanée] (1992)
- Παραλήρημα σε ντο μείζονα [Délire en do majeur] (1992)
- Σύγχρονός μας ο Κάφκα [Notre Kafka contemporain] (1993)
- Η αγάπη άργησε μια μέρα [L'amour a un jour de retard] (1994)
- Από τη Μήδεια στη Σταχτοπούτα· η ιστορία του φαλλού [De Médée à Cendrillon, l'histoire du phallus] (1998)